# Wydział Nauk o Wychowaniu Uniwersytetu Łódzkiego
Wydział Nauk o Wychowaniu Uniwersytetu Łódzkiego – jeden z dwunastu wydziałów Uniwersytetu Łódzkiego. Jego siedziba znajduje się przy ul. Pomorskiej nr 46/48 w Łodzi.

## Struktura
- Instytut Psychologii
- Katedra Badań Edukacyjnych
- Katedra Historii Wychowania i Pedeutologii
- Katedra Pedagogiki Wieku Dziecięcego
- Katedra Pedagogiki Społecznej i Resocjalizacji
- Katedra Teorii Wychowania
- Katedra Edukacji Artystycznej i Pedagogiki Twórczości
- Katedra Andragogiki i Gerontologii Społecznej
- Centrum Kształcenia Pedagogów Sportu[2]

## Kierunki studiów
- psychologia[3]
- pedagogika[4]
- pedagogika przedszkolna i wczesnoszkolna[5]
- wychowanie fizyczne i zdrowotne[6]

## Władze
Kadencja 2024–2028:
- Dziekan: dr hab. Alina Wróbel, prof. UŁ
- Prodziekan ds. nauki: dr hab. Monika Wiśniewska-Kin, prof. UŁ
- Prodziekan ds. kształcenia: dr hab. Arkadiusz Wąsiński, prof. UŁ
- Prodziekan ds. studenckich i toku studiów: dr hab. Joanna Miniszewska, prof. UŁ
- Prodziekan ds. ekonomicznych: dr Arkadiusz Kaźmierczak, prof. UŁ